# Boekovlak
Boekovlak (Bulgaars: Буковлък) is een dorp in het noordwesten van Bulgarije. Zij is gelegen in de gemeente Pleven (stad) in de oblast Pleven. Het dorp ligt ongeveer 4 km ten noorden van Pleven en 133 km ten noordoosten van de hoofdstad Sofia.

## Bevolking
De telling van 1934 registreerde 878 inwoners. In tegenstelling tot overige plattelandsgebieden in Bulgarije is het inwonersaantal begin 21ste eeuw continu toegenomen. Zo werden er op 31 december 2019 zo'n 3.763 inwoners geteld. De positieve bevolkingsgroei is vooral te wijten aan de hoge geboortecijfers van de etnische Roma in het dorp. Van de 3.620 inwoners reageerden er 3.570 op de optionele volkstelling van 2011. Zo'n 2.052 personen identificeerden zich als etnische Roma (57,5%), gevolgd door 1.465 etnische Bulgaren (41%).
Van de 3.620 inwoners die in februari 2011 werden geregistreerd, waren er 1.008 jonger dan 15 jaar oud (28%), terwijl er 329 inwoners van 65 jaar of ouder werden geteld (9%).